# Pobrđe (Ráscia)
Pobrđe (em cirílico: Побрђе) é uma vila da Sérvia localizada no município de Ráscia, pertencente ao distrito de Ráscia, na região de Ráscia. A sua população era de 427 habitantes segundo o censo de 2011.

## Demografia
| 1948 | 1953 | 1961 | 1971 | 1981 | 1991 | 2002 | 2011 |
| ---- | ---- | ---- | ---- | ---- | ---- | ---- | ---- |
| 628  | 584  | 832  | 716  | 696  | 983  | 972  | 427  |